# Bisdom Los Teques
Het bisdom Los Teques (Latijn: Dioecesis Tequinensis) is een rooms-katholiek bisdom met als zetel Los Teques, in Venezuela. Het bisdom is suffragaan aan het aartsbisdom Caracas. 

## Geschiedenis
Het bisdom werd opgericht op 23 juli 1965, uit delen van het aartsbisdom Caracas. Op 30 november 1996 verloor het gebied bij de oprichting van het bisdom Guarenas. 

## Parochies
Het bisdom had in 2021 een oppervlakte van 2.295 km2 en telde 1.700.360 inwoners waarvan 84,0% rooms-katholiek was.

## Bisschoppen
- Juan José Bernal Ortiz (25 juli 1965 - 19 oktober 1980; aartsbisschop op persoonlijke titel)
- Pío Bello Ricardo (31 januari 1981 - 2 december 1995; hulpbisschop sinds 23 mei 1977)
- Mario del Valle Moronta Rodríguez (2 december 1995 - 14 april 1999)
- Ramón Ovidio Pérez Morales (5 juni 1999 - 30 december 2004; aartsbisschop op persoonlijke titel)
- Freddy Jesús Fuenmayor Suárez (30 december 2004 - heden)

## Galerij van afbeeldingen

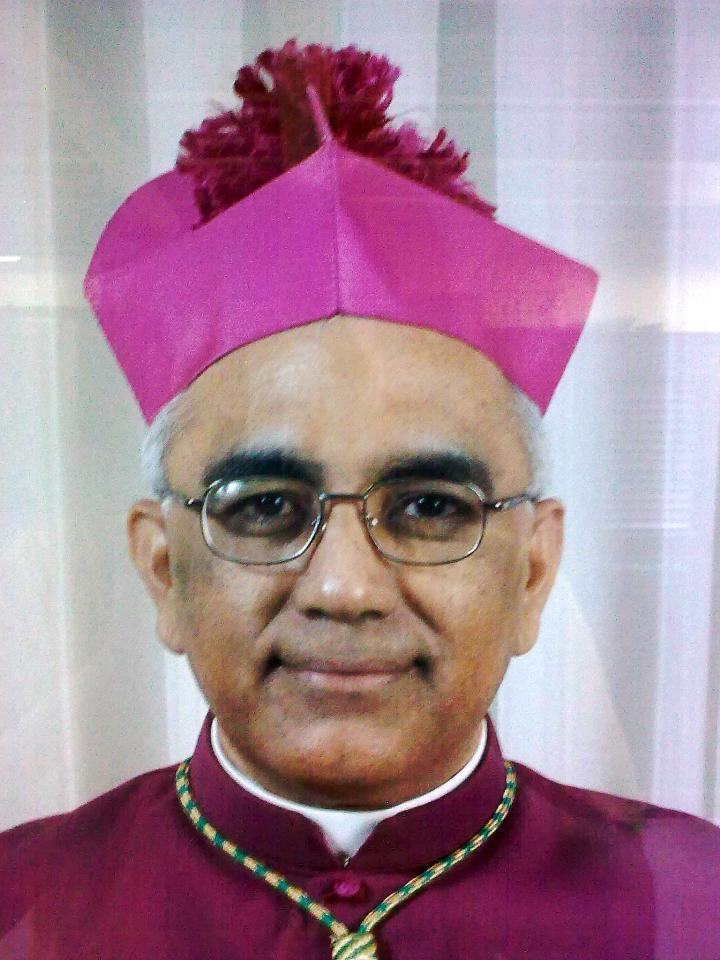
Bisschop Freddy Jesús Fuenmayor Suárez (2004-heden)

Caracas (aartsbisdom) · Guarenas · La Guaira · Los Teques · Petare